# Henderson (udde)
Henderson är en udde i Antarktis. Den ligger i Östantarktis. Australien gör anspråk på området. Henderson ligger vid sjön Podkova.
Terrängen inåt land är huvudsakligen platt.  Trakten är obefolkad. Det finns inga samhällen i närheten. 